# Peter Nguyễn Văn Hùng
Peter Nguyễn Văn Hùng (vij. Phêrô Nguyễn Văn Hùng; kin. 阮文雄; pinyin: Ruǎn Wénxióng; 1958.) vijetnamski je i australski katolički svećenik te aktivist za ljudska prava na Tajvanu. Ministarstvo vanjskih poslova SAD-a prepoznalo ga je kao jednog od „junaka koji djeluju na okončanju modernog ropstva”.

## Rani život
Odrastao je u radničkoj obitelji izvan pokrajine Bình Tuy u Južnom Vijetnamu, s dvoje braće i petero sestara. Otac mu je bio ribar, ali je umro nakon duge borbe s bolešću, dok je majka, pobožna katolkinja s korijenima na sjeveru zemlje, ostala odgovorna za skrb o cijeloj obitelji. Peter Nguyễn Văn Hùng je slijedio majčinu vjeru.[nedostaje izvor]
Napustio je Vijetnam 1979. na pretrpanu brodu. Spasio ga je norveški brod nakon samo 36 sati i odveo u Japan, gdje se pridružio Misionarskoj družbi sv. Kolumbana po dolasku tamo.[nedostaje izvor]
Živio je u Japanu tri godine, studirao i radio razne poslove kako bi se uzdržavao, uključujući posao servisera autocesta, radnika u tvornici čelika i grobara. Prvi put je došao u Tajvan 1988. godine kao misionar, nakon čega je otišao u Sydney, na studij u sjemeništu. Zaređen je 1991. i sljedeće se godine (1992.) vratio u Tajvan.

## Rad u Tajvanu
Hùng je 2004. godine osnovao vijetnamski ured za useljeničke radnike i nevjeste u okrugu Taoyuan (danas grad) kako bi im ponudio pomoć. Vijetnamska američka radijska postaja Little Saigon Radio i drugi pomogli su mu unajmiti drugi kat gimnazije; dvije sobe od sedamdeset četvornih metara kao prostor za spavanje, a druge dvije kao uredski prostor. Pružali su tečajeve mandarinskog jezika, smještaj i hranu te pravnu pomoć.[nedostaje izvor]
Hùngova razotkrivanja zlostavljanja stranih radnika i nevjesta dovela su do toga da Državno tajništvo SAD-a uvrsti Tajvan među države s nedostatkom napora u borbi protiv trgovine ljudima (tzv. „Tier 2”), što je bila međunarodna sramota za vladu. Njegov rad učinio ga je metom zastrašivanja u Tajvanu.

## Vanjske poveznice
- Peter Nguyễn Văn Hùng na Facebooku